# José Torres Hurtado
José Torres Hurtado (Píñar, Granada, 15 de octubre de 1946) es un ingeniero técnico agrícola y político español del ámbito del Partido Popular. Fue alcalde de la ciudad española de Granada de 2003 a 2016, habiendo gobernado el ayuntamiento durante tres legislaturas consecutivas con mayoría absoluta.
En 2015 perdió su mayoría absoluta al producirse un notable descenso en el número de votantes con respecto a sus anteriores resultados, pero fue investido alcalde por cuarta vez gracias a un pacto con Ciudadanos. Este mandato solo duró un año, ya que el 13 de abril de 2016 la policía nacional le detuvo e imputó como presunto líder de una trama de corrupción urbanística —conocida policialmente como Caso Nazarí— en el seno del ayuntamiento.
A raíz de estos hechos, el 18 de abril de 2016 Torres Hurtado presentó su dimisión como alcalde y renunció a su acta de concejal. Ciudadanos retiró su apoyo al Partido Popular en el ayuntamiento, lo cual propició que Francisco Cuenca, el candidato del Partido Socialista Obrero Español a la alcaldía, pudiese ser investido nuevo alcalde de la ciudad.
En 2021, Torres Hurtado fue absuelto de los cargos presentados. «Absuelvo a Emilio M. H., a Isabel Nieto y a José Torres Hurtado, de los delitos de prevaricación, tráfico de influencias y el alternativo de negociaciones prohibidas de que se les acusa, con todos los pronunciamientos favorables (...), con condena en las costas procesales a Ramón Arenas Guerrero Ruiz y a la mercantil Aremat Formación SL, con expresa declaración de temeridad en el ejercicio de la acusación popular». Así culmina el fallo de la sentencia judicial con fecha de 25 de octubre de 2021.

## Biografía política

### Diputado nacional y autonómico (1982-2003)
José Torres Hurtado, natural de Piñar, es Ingeniero Técnico Agrícola. En 1982 fue diputado nacional por Alianza Popular y en 1986 fue senador electo por Granada en el mismo partido durante la tercera legislatura. En 1996 fue elegido diputado en el Parlamento de Andalucía por Granada y fue nombrado delegado del Gobierno de España en Andalucía hasta 2003. Desde 2002 fue también consejero a petición del Partido Popular de la Radio y Televisión de Andalucía.

### Alcalde de Granada (2003-2016)
La llegada de José Torres Hurtado a la alcaldía se produce en 2003, cuando el Partido Popular de Granada lo presentó como candidato a la alcaldía. Las elecciones municipales de 2003 dieron mayoría absoluta al Partido Popular, por lo que Torres Hurtado fue investido nuevo alcalde de la ciudad, sucediendo al socialista José Enrique Moratalla.
El mandato de Torres Hurtado fue revalidado durante las dos legislaturas siguientes, manteniendo la mayoría absoluta en ambas: En las elecciones de 2007 revalidó su cargo con el 53,33% de los votos y en las de 2011, pese a bajar dos puntos porcentuales en número de votos, repitió resultado en número de concejales (16).
Esto cambió en las elecciones municipales de 2015, para las que presentó su candidatura a la alcaldía por cuarta vez consecutiva. En esta ocasión, los resultados electorales arrojaron una importante pérdida de votos con respecto a los comicios anteriores, perdiendo 16 puntos porcentuales y 5 concejales (quedándose con 11). Los resultados de estas elecciones no permitían a ninguna de las candidaturas gobernar por sí misma y la aritmética parlamentaria otorgaba a Ciudadanos la llave de la gobernabilidad, ya que su abstención permitiría tanto la investidura de Torres Hurtado.
El líder de Ciudadanos en Granada —Luis Salvador— mantuvo rondas de negociaciones con Torres Hurtado y Cuenca sin confirmar a cuál de los dos investiría como alcalde (mediante un apoyo directo o, en el caso de Torres Hurtado, también mediante la abstención). 
Salvador se mostró proclive a permitir un gobierno del PP siempre y cuando Torres Hurtado renunciara a la alcaldía y el Partido Popular nombrara un candidato alternativo. Los motivos de esta decisión se fundamentaban en que Salvador no creía que la persona que llevaba dirigiendo la ciudad durante la última década fuese la indicada para pilotar un cambio de políticas que renovasen el ayuntamiento. Torres Hurtado, apoyado por su partido, se negó a renunciar a su candidatura y se mostró visiblemente ofendido por la propuesta. Tras esta respuesta, Ciudadanos dio por rotas las negociaciones con el PP e intensificó sus negoicaciones con el partido socialista.
En junio de 2015, Luis Salvador accedió a mantener un almuerzo con el candidato popular para replantear su posición con respecto a qué partido apoyaría. Tras dicho encuentro, conocido como "Pacto del Asador", Torres Hurtado declaró ante los medios que había llegado a un acuerdo de gobierno con Ciudadanos y que por tanto sería investido alcalde de Granada por cuarta vez consecutiva. Ciudadanos exigió como condición para abstenerse en la investidura de Torres Hurtado que el candidato pidiese disculpas públicamente por una publicidad que el PP había difundido durante las elecciones en las que se insinuaba que votar a Ciudadanos era equivalente a votar al PSOE. También se le exigió que su mandato fuese temporal, y que a los 6 meses de su investidura presentase su renuncia y dejara paso a un alcalde alternativo del mismo partido. El candidato popular aceptó las condiciones y convocó una rueda de prensa una semana después en la que se disculpó públicamente por la publicidad electoral de su partido que equiparaba a Ciudadanos con el PSOE.
Así, el 13 de junio de 2015 se convocó el pleno de investidura en el que Torres Hurtado fue elegido alcalde por cuarta vez consecutiva, con 11 votos a favor (PP), 11 votos en contra (PSOE, Vamos, Granada e Izquierda Unida) y 4 abstenciones (Ciudadanos), ya que en caso de que ninguna candidatura recabe una mayoría absoluta de votos del pleno, es investido alcalde el candidato de la fuerza más votada en las elecciones en arreglo a la ley electoral.
El 28 de julio de 2017, con ocasión de la inauguración del monumento conmemorativo con los nombres de algunas de las personas asesinadas por el franquismo durante la Guerra Civil y hasta 1954 en las inmediaciones del cementerio de Granada, la Asociación Granadina Verdad, Justicia y Reparación recordó que José Torres Hurtado ordenó retirar "cinco placas de la tapia, colocadas por los familiares para rendir homenaje a los 4000 granadinos fusilados en aquel muro del terror, entre los que estaba media corporación municipal. En los trece años que estuvo como alcalde, Torres Hurtado nunca tuvo el menor gesto de solidaridad con los alcaldes asesinados en la tapia”.

#### Botellódromo(2007-2016)
Torres Hurtado se dio a conocer a nivel nacional como el "alcalde del botellódromo" en marzo de 2007, cuando habilitó un espacio al aire libre para que los jóvenes pudieran embriagarse durante su tiempo libre. Granada se convirtió en la capital pionera en dedicar un recinto municipal para este tipo de ocio centrado en el consumo de alcohol, conocido popularmente como botellón. Nueve años después, tras numerosas protestas vecinales a causa de la suciedad, insalubridad, ruidos y reyertas que se producían (en ocasiones se llegaban a concentrar en el lugar más de 10 000 jóvenes, muchos de ellos menores), su sucesor en la alcaldía decretó la clausura definitiva del botellódromo a partir del 1 de septiembre de 2016 con el apoyo de todos los grupos políticos.

### Caso Nazarí y dimisión
La mañana del 13 de abril de 2016, agentes de la UDEF (Unidad de Delincuencia Económica y Financiera) llegan desde Madrid con una orden judicial para efectuar el registro del Ayuntamiento de Granada y los domicilios particulares del alcalde, la edil de urbanismo, así como de otros altos cargos del ayuntamiento. Dichas actuaciones formaban parte de la investigación del Caso Nazarí, dirigida por el Juzgado de Instrucción número 2 de Granada a petición de dos querellas presentadas por la Fiscalía de Medio Ambiente y Urbanismo que denunciaban una presunta trama de corrupción urbanística en el consistorio.
El registro se saldó con la detención de Torres Hurtado, la edil de urbanismo, Isabel Nieto, así como de otros 15 altos cargos del ayuntamiento. Todos ellos fueron puestos en libertad con cargos esa misma tarde, quedando imputados por presuntos delitos de cohecho, fraude en la contratación, asociación ilícita, prevaricación, tráfico de influencias, malversación de caudales públicos, estafa, falsedad en documento mercantil, administración desleal y contra la ordenación del territorio.
La investigación tuvo como origen la recalificación de unos terrenos en los que se había planeado una zona verde anexa a un centro comercial para que el promotor de dicho centro pudiese construir en su lugar una pista de patinaje cubierto y una discoteca. El ayuntamiento también había modificado de forma presuntamente fraudulenta la concesión administrativa por la que el mismo empresario edificó una zona de restaurantes en donde se habían planificado unas pistas de pádel anexas a una pista de patinaje sobre hielo municipal cuya construcción también había sido licitada a su misma constructora.
La investigación de estos hechos sacó a la luz otros similares en los que las constructoras obtenían un trato de favor a cambio de comisiones ilícitas, formando una trama organizada de la que la policía sospechaba que Torres Hurtado fuese el líder. La investigación detectó que la misma constructora ya se había visto presuntamente favorecida en otras ocasiones: el ayuntamiento había reducido drásticamente una sanción urbanística a la empresa debido a una irregularidad cometida en la construcción de un edificio de viviendas en el que residía y era promotor el propio Torres Hurtado. La multa que se impuso inicialmente de 489.386€ fue rebajada a 60.000€. Otras irregularidades de la trama incluían recalificaciones y concesiones presuntamente ilegales para la construcción de edificios de viviendas y aparcamientos municipales.
La detención de Torres Hurtado llevó a que Ciudadanos declarara durante ese mismo día que retiraba su apoyo al alcalde popular. La formación llegó a un acuerdo con el resto de la oposición para presentar una moción de censura en dos días si el Torres Hurtado no presentaba antes su dimisión. Torres Hurtado convocaba una rueda de prensa ese mismo día en la que afirmaba considerarse inocente y en la que se negó rotundamente a presentar su dimisión. Aun así, la dirección nacional del Partido Popular suspendió cautelarmente de militancia a Torres Hurtado.
Tras la negativa a dimitir del alcalde, Ciudadanos comenzó a establecer contactos con Francisco Cuenca y el resto de la oposición para presentar una moción de censura que convertiría al candidato socialista en el nuevo alcalde de Granada. El 18 de abril, la oposición registraba dicha moción de censura, que tendría lugar en un pleno extraordinario diez días después de su registro. Sin embargo, esa misma tarde Torres Hurtado anunciaba que presentaba su dimisión y renunciaba a su acta de concejal, contradiciendo sus anteriores declaraciones. Junto a él presentaron su dimisión Sebastián Pérez, edil de economía en el ayuntamiento, e Isabel Nieto, edil de urbanismo. Durante su discurso de dimisión, el alcalde reiteró su inocencia y fundamentó su decisión en que el Partido Popular pudiese continuar en la alcaldía y la moción de censura no prosperase.
Debido a la dimisión, el pleno de moción de censura quedó automáticamente anulado, ya que se debía convocar un pleno extraordinario para investir a un nuevo alcalde. El Partido Popular propuso a la que hasta entonces era concejal de turismo y número 5 en la lista, Rocío Díaz, como candidata a la alcaldía de la ciudad. Sin embargo, Ciudadanos argumentó que las dimisiones habían sido forzadas y tarde, por lo que iba a continuar las conversaciones con el PSOE. El Partido Popular hizo varios requerimientos por escrito a la formación naranja para que se sentase también a negociar con su candidata, pero no fueron respondidos.
El 5 de mayo quedaba convocado el pleno de investidura en el que se decidiría el nuevo alcalde. La candidata popular no llegó a ser alcaldesa al tener solo a favor los votos de su partido y los del resto de la oposición en contra, por lo que el candidato socialista Francisco Cuenca fue elegido nuevo alcalde de Granada con 16 votos a favor (PSOE, Ciudadanos, IU y Vamos Granada) y 11 votos en contra (PP).